# Postumus Dardanus
Claudius Posthumus Dardanus was Romeinse gouverneur (praefectus praetorio) van alle Gallische provincies. Hij leefde in de 5e eeuw, de laatste eeuw van het West-Romeinse Rijk. 
Dardanus was jurist van opleiding; het is niet duidelijk hoe iemand van eenvoudige komaf zoals hij, rechtsleer kon studeren. Hij maakte vlot carrière door de Romeinse ambten in Gallië: hij was quaestor, hoofd-archivaris (magister scrinii libellorum), consularis in Vienne, senator en Romeins staatsburger (patricius romanus). Dardanus schopte het tot gouverneur van alle Gallische provincies (praefectus praetorio) en verhuisde de hoofdzetel van zijn prefectuur van Trier naar Arles.
Koning Athaulf van de Visigothen nam de tegenkeizers Jovinus en Sebastianus, twee broers, gevangen. De twee broers waren een bedreiging voor het keizerlijk gezag. Athaulf wou een geste doen tegenover de West-Romeinse keizer Honorius in de hoop graanleveringen te krijgen vanuit Rome. Athaulf leverde daarom de usurpators Jovinus en Sebastianus uit aan de hoogste Romeinse ambtenaar, Dardanus. Dardanus sneed van beide gevangenen de keel over. Hij stuurde de hoofden als trofee naar het keizerlijk hof in Ravenna, waar Honorius verbleef. Volgens de prelaat Agnellus van Ravenna vond keizer Honorius de mand met de twee hoofden een mooi geschenk van Dardanus. Het keizerlijk gezag was immers hersteld in Gallië.
Dardanus behoorde tot een nieuwe generatie van christelijke ambtenarij in het West-Romeinse Rijk. Hij zou zich tijdens zijn professioneel leven bekeerd hebben tot het christendom. Hij was een bewonderaar van Sint-Augustinus en van zijn werk over de Civitas Dei (stad van God). Hij organiseerde samen met zijn vrouw, Navia Gallia, dicht bij Saint-Geniez in dezelfde geest Theopolis (Grieks voor stad van God). Dit was een landgoed waar christenen op het land werkten en baden.